# VIAF
VIAF (или англ. Virtual International Authority File — Виртуальный международный авторитетный файл) — виртуальный каталог международного нормативного контроля информации о произведениях и их авторах. Проект был инициирован в 2000 году Немецкой национальной библиотекой и Библиотекой конгресса США. В его разработке участвовало несколько других крупнейших мировых библиотек. VIAF является международно признанной системой классификации, управляемой Онлайновым компьютерным библиотечным центром (OCLC).

## История
В апреле 1998 года Библиотека Конгресса США (LC), Немецкая национальная библиотека (DNB) и OCLC приступили к созданию концептуального проекта, чтобы связать библиографические записи для личных имен в единую систему.
VIAF Консорциум был сформирован по письменному согласию LC, DNB и OCLC в августе 2003 года. Соглашение было подписано на 69-й Генеральной конференции IFLA, состоявшейся в Берлине.
Национальная библиотека Франции (BNF) присоединилась к соглашению о консорциуме 5 октября 2007 года.
Эти четыре организации — LC, DNB, BnF и OCLC — взяли на себя роль руководителей в консорциуме, имея общую ответственность за VIAF, хостинг VIAF и поставку программного обеспечения, а также библиографическое содержание данных. Дополнительные организации позже присоединились к консорциуму, предоставляя исходные файлы и опыт для продвижения VIAF.
В 2010 году среди руководителей учреждений начались серьёзные переговоры и дискуссии по подходящей долгосрочной организационной договоренности для VIAF. После рассмотрения различных вариантов и принципов работы авторы согласились отнести VIAF к службе OCLC. В 2011 году были обсуждены детали перехода и после согласия всех участников в 2012 году начался такой переход.

## Описание
Цель системы состоит в том, чтобы связать несколько национальных идентификаторов (таких, как немецкий GND, (ранее PND для персоналий), американский LCCN, французский BNF и другие) в единую систему классификации и поиска информации. Запись VIAF получает стандартный уникальный номер, содержит весь набор первичных записей из исходника, а также ссылается на оригинальные источники. Данные находятся в свободном доступе через Интернет и могут быть использованы для исследований и обмена данными и через фонды библиотек в электронном виде. Взаимное обновление осуществляется по протоколу Инициативы открытых архивов (OAI).
Идентификаторы VIAF также добавляются в биографические и другие статьи Википедии.
Используя интерфейс сайта VIAF, система позволяет производить поиск библиографических записей на языке оригинала, или на языке пользователя. Вывод данных происходит путём слияния записей с одинаковыми именами. Во время поиска используется внутренняя индексация. Это было сделано для того, чтобы исключить наложения и избежать перегрузки сайта. Алгоритмы сбора и поиска делятся на три категории: сильный, умеренный и слабый, чтобы обеспечить большую безопасность в строительстве виртуально расширенной записи VIAF. Процедура использует OAI протокол с центральным сервером сбора авторитетного файла метаданных из национальных и региональных агентств. Система представляет собой виртуальную надстройку, поскольку полная запись остаётся в исходнике авторитетного файла, в то время как только небольшая часть данных собрана на центральном сервере. На данный момент в проекте участвуют 38 каталографических учреждений, в том числе 11 в тестовом режиме (среди них Википедия на английском языке). С течением времени их количество увеличивается. Хотя функции VIAF точны лишь благодаря качеству данных, предоставленных агентствами, VIAF становится ещё более последовательной и надёжной системой.

## Библиотеки-участники
| № п.п. | Фотография здания | Русскоязычное название                            | Название на языке оригинала | Расположение               | Страна     | Код классификации | Пример указателя    |
| ------ | ----------------- | ------------------------------------------------- | --- | -------------------------- | ---------- | ----------------- | ------------------- |
| 1      |                   | Институт единого каталога итальянских библиотек   | Istituto Centrale per il Catalogo Unico | Рим                        | Италия     | ICCU              | IT/ICCU/RAVV/088390 |
| 2      |                   | Немецкая национальная библиотека                  | Deutsche Nationalbibliothek | Франкфурт-на-Майне         | Германия   | GND               | DNB/11864291X       |
| 3      |                   | Getty Research Institute                          | Getty Research Institute | Лос-Анджелес, Калифорния   | США        | JPG               | ULAN/500327036      |
| 4      |                   | Библиотека и Архив Канады                         | Bibliothèque et Archives Canada | Оттава, Онтарио            | Канада     | LAC               | LAC/0040H0370F      |
| 5      |                   | Библиотека Александрина                           | Bibliotheca Alexandrina | Александрия                | Египет     | EGAXA             | EGAXA/vtls000791617 |
| 6      |                   | Библиотека Конгресса + 8 библиотек                | Library of Congress (NACO consortium) | Вашингтон (округ Колумбия) | США        | LCCN              | n/79/068416         |
| 7      |                   | Национальная парламентская библиотека (Япония)    | 国立国会図書館 | Токио и Киото              | Япония     | NDL               | NDL/00458898        |
| 8      |                   | Национальная библиотека Австралии                 | National Library of Australia | Канберра                   | Австралия  | NLA               | NLA/000036180076    |
| 9      |                   | Национальная библиотека Франции                   | Bibliothèque nationale de France | Париж                      | Франция    | BNF               | cb11926775j         |
| 10     |                   | Национальная библиотека Израиля                   | הספרייה הלאומית | Иерусалим                  | Израиль    | NLI               | NLI/000131866       |
| 11     |                   | Национальная библиотека Португалии                | Biblioteca Nacional de Portugal | Лиссабон                   | Португалия | BNP               | PTBNP/56654         |
| 12     |                   | Национальная библиотека Испании                   | Biblioteca Nacional de España | Мадрид                     | Испания    | BNE               | BNE/XX933715        |
| 13     |                   | Национальная библиотека Швеции                    | Kungliga Biblioteket | Стокгольм                  | Швеция     | SELIBR            | SELIBR/97268        |
| 14     |                   | Национальная библиотека Чешской Республики        | Národní knihovna České republiky | Прага                      | Чехия      | NKC               | NKC/jn19981002230   |
| 15     |                   | Национальная библиотека имени Сеченьи             | Országos Széchényi Könyvtár | Будапешт                   | Венгрия    | NSZL              | NSZL/000000001730   |
| 16     |                   | RERO: Библиотечная сеть Западной Швейцарии        | Réseau des bibliothèques de Suisse occidentale or Westschweizer Bibliothekverbund                                                                   |                            | Швейцария  | RERO              | RERO/vtls013481645  |
| 17     |                   | Французский библиотечный консорциум университетов | Système universitaire de documentation |                            | Франция    | SUDOC             | SUDOC/085948470     |
| 18     |                   | Швейцарская национальная библиотека               | Schweizerische Nationalbibliothek, Bibliothèque nationale suisse, Biblioteca nazionale svizzera, Rete delle bibliotheche della Svizzera occidentale | Берн                       | Швейцария  | SWNL              | SWNL/vtls000204495  |
| 19     |                   | NUKAT: Единый каталог научных библиотек Польши    | NUKAT: katalog zbiorów polskich bibliotek naukowych                                                                                                 | Варшава                    | Польша     | NUKAT             | NUKAT/n/94202820    |
| 20     |                   | Ватиканская апостольская библиотека               | Bibliotheca Apostolica Vaticana | -                          | Ватикан    | BAV               | BAV/ADV10242315     |
| 21     |                   | BIBSYS                                            | BIBSYS | Тронхейм                   | Норвегия   | BIBSYS            | BIBSYS/x90952390    |
| 22     |                   | Фламандские публичные библиотеки                  | Flemish Public Libraries | Брюссель                   | Бельгия    | BIBNET            | BIBSYS/x90952390    |
| 23     |                   | Королевская библиотека Дании + 1 библиотека       | Danish Library Center | Копенгаген                 | Дания      | ВВС               | 8709791159102x      |
| 24     |                   | Латвийская национальная библиотека                | Latvijas Nacionālā bibliotēka | Рига                       | Латвия     | LNB-LNC           | LNB-LNC10-000012145 |
| 25     |                   | Национальная библиотека Польши                    | Biblioteka Narodowa w Warszawie | Варшава                    | Польша     | NLP               | NLP-a21143511       |
| 26     |                   | Библиотека Каталонии                              | Biblioteca de Catalunya | Барселона                  | Испания    | BNC               | BNC-a10604303       |
| 27     |                   | Национальная библиотека Люксембурга               | Bibliothèque nationale de Luxembourg | Люксембург                 | Люксембург |                   |                     |

## Библиотеки и проекты, участвующие в режиме тестирования
| № п.п. | Фотография здания | Русскоязычное название                            | Название на языке оригинала                  | Расположение                               | Страна         | Код классификации | Пример указателя         |
| ------ | ----------------- | ------------------------------------------------- | -------------------------------------------- | ------------------------------------------ | -------------- | ----------------- | ------------------------ |
| 1      |                   | Российская национальная библиотека                | Российская национальная библиотека           | Санкт-Петербург                            | Россия         | NLR               | RU\NLR\AUTH\770136251    |
| 2      |                   | Королевская национальная библиотека Нидерландов   | Koninklijke Bibliotheek                      | Гаага                                      | Нидерланды     | NTA               | NTA/068808658            |
| 3      |                   | Библиотека Национального собрания                 | 国家图书馆管理局                             | -                                          | Сингапур       | NLB               | NLB/18487957             |
| 4      |                   | Национальная библиотека Ливана                    | المكتبة الوطنية اللبنانية                    | Бейрут                                     | Ливан          | LNL               | LNL/33485                |
| 5      |                   | Проект Персей                                     | Perseus                                      | университет Тафтса (Общество Макса Планка) | США (Германия) | PERSEUS           | PERSEUS/author.236.1     |
| 6      |                   | Википедия                                         | Wikipedia                                    | Сан-Франциско                              | США            |                   | Wikipedia                |
| 7      |                   | International Standard Name Identifier            | ISNI                                         | Лондон                                     | Великобритания | ISNI              | ISNI/0000 0001 2137 6443 |
| 8      |                   | Национальная и университетская библиотека Загреба | Nacionalna i sveučilišna knjižnica u Zagrebu | Загреб                                     | Хорватия       |                   |                          |
| 9      |                   | 2 недокументированных проекта                     |                                              |                                            |                |                   |                          |